# 287 до н. е.

## Події
- У Римі за ініціативою диктатора Квінта Гортензія (диктатор) прийнято Lex Hortensia, який зрівняв у правах плебеїв та патриціїв
- Македонський цар Деметрій I Поліоркет взяв у тривалу облогу Афіни

## Народились
- Архімед

## Померли
- Теофраст, давньогрецький філософ та натураліст, учень Арістотеля
- Антипатр I, цар Македонії 294 року до н. е.

| рік | Це незавершена стаття про рік. Ви можете допомогти проєкту, виправивши або дописавши її. |